# Катвино
Ка́твино (бел. Катвіна) — деревня в составе Семукачского сельсовета Могилёвского района Могилёвской области Республики Беларусь.

## Население
- 1999 год — 24 человека
- 2010 год — 14 человек